# Idaea subsaturata
Idaea subsaturata ist ein Schmetterling (Nachtfalter) aus der Familie der Spanner (Geometridae). 

## Merkmale
Die Falter weisen eine Flügelspannweite von 14 bis 15 Millimeter auf, die zweite (und eventuell dritte) Generation nur etwa 12 bis 13 Millimeter. In Nordafrika sind die Falter größer und erreichen eine Flügelspannweite von bis zu 19 Millimeter (subsp. lecerfiata). Die Grundfarbe variiert nur wenig von hellbraun, mittelbraun bis leicht ockerfarben. Die Zeichnungselemente sind dunkelbraun. Die Zeichnung besteht aus innerer Querlinie, Mittelbinde und äußerer Querlinie. Innere und äußere Querlinie sind scharf gezeichnet, die Mittelbinde ist verwaschen. Innere und äußere Querlinie sind auf den Vorderflügeln leicht gewellt und gezähnelt. Auf den Hinterflügel fehlt die innere Querlinie und die äußere Querlinie ist stärker gewellt beziehungsweise ausgebuchtet. Die Diskalflecke sind oft deutlich entwickelt, gelegentlich aber auch schwach gezeichnet. Auf dem Vorderflügel sitzen sie in der Mittelbinde, auf dem Hinterflügel deutlich außerhalb, das heißt auf der zum Außenrand gelegenen Seite hin. Im Saumfeld sind meist sechs gewinkelte, undeutlich markierte Flecke vorhanden, die auch ineinander fließen können. Die Saumflecke sind wiederum deutlich ausgeprägt und können durch eine dünne Linie miteinander verbunden sein.

## Geographische Verbreitung und Habitat
Das Verbreitungsgebiet von Idaea subsaturata ist überwiegend westmediterran und relativ klein. Es ist auf die Küstengebiete der Iberischen Halbinsel (von Südportugal bis zu Ostpyrenäen), Nordspanien (von der Ostküste bis zum Baskenland) sowie sehr kleine Vorkommen um Madrid und in Nordportugal beschränkt. In Frankreich sind die Vorkommen ebenfalls relativ klein und isoliert (Depts. Vendée, Deux-Sèvres, Lot, Aveyron, Lozère, Gard, Herault, Aude, Pyrenées Orientales und Var sowie Ardèche) beschränkt. In Nordafrika kommt die Art vom nordöstlichen Marokko, Nordalgerien bis Tunesien und dem westlichen Libyen vor. Die Berichte der Art aus Ägypten, Zypern und Israel werden von Hausmann als Fehlbestimmungen betrachtet.
Die Art kommt nur in trockenwarmen Habitaten vor. Allerdings ist wenig bekannt, welche Habitate genau bevorzugt werden. In der Vertikalen kommt sie von 0 bis 2000 Meter Höhe vor.

## Phänologie und Lebensweise
Die Art bildet ein bis drei Generationen pro Jahr aus in Abhängigkeit von der Höhenstufe. Im Flachland fliegen die Falter von Ende Mai bis Mitte Oktober, im Gebirge von Mitte Juli bis Mitte August. Die Raupen entwickeln sich rasch. In der Zucht dauerte ein Zyklus nur 40 Tage. Über die Raupennahrungspflanzen in der Natur ist wenig bekannt, vermutlich ernähren sich die Larven von welken Pflanzenteilen von verschiedenen Arten von krautige Pflanzen. Die Zucht gelang mit den Kronblättern von Gewöhnlichem Löwenzahn (Taraxacum officinale), Gartensalat (Lactuca sativa), Vogelknöterich (Polygonum aviculare) und anderen Pflanzen und Blüten. Die Falter werden von künstlichen Lichtquellen angezogen.

## Systematik
Die Art wurde 1858 von Achille Guenée als Acidalia subsaturata erstmals wissenschaftlich beschrieben. Otto Staudinger beschrieb sie 1859 unter dem Namen Acidalia miserata und Adolf Rössler 1877 als Acidalia subherbariata. Beide Namen sind daher jüngere Synonyme. Derzeit wird die Art in zwei Unterarten unterteilt: die nominotypische Unterart Idaea subsaturata subsaturata (Guénée, 1858) und Idaea subsaturata lecerfiata Homberg, 1910. Letztere Unterart hat das Synonym Acidalia subsaturata var. holli Culot, 1917. Idaea subsaturata lecerfiata Homberg, 1910 unterscheidet sich durch die hellere Grundfarbe und die helleren Zeichnungselemente von der nominotypischen Unterart. Außerdem sind die Flecke im Saumfeld undeutlich oder ineinander geflossen, und die Mittelbinde auf dem Hinterflügel ist schwach entwickelt.